# 小寺正敏
小寺 正敏（こてら まさとし、1954年2月1日 - ）は、日本の電子工学者。大阪工業大学名誉教授・電子クラブ2013/2014顧問。工学博士（大阪府立大学）。応用物理学会関西支部元評議員。日本学術振興会荷電粒子ビームの工業への応用第132委員会元幹事。
専門は、電子ビーム工学・走査電子顕微鏡（特に、フォギング電子）、ナノ電子工学/ナノエレクトロニクス。

## 経歴
1977年大阪府立大学（現：大阪公立大学）工学部電子工学科卒業。1982年同大学大学院工学研究科電子工学専攻博士後期課程修了、工学博士（大阪府立大学）。南カリフォルニア大学博士研究員を経て、1984年大阪工業大学工学部電子工学科（現：電子情報システム工学科）に着任。1988年助教授、1994年同学科教授。2013年電子情報通信工学科学科長・電子クラブ顧問。2015年同大学副学長。2019年電子情報システム工学科教授。2022年大阪工業大学名誉教授。
大阪工業大学工学部（電子工学科・電子情報通信工学科・電子情報システム工学科）で35年以上の長きに渡り教鞭を執り、特にナノ電子工学・電子ビーム工学の研究・育成において貢献した（マギル大学との国際共同研究含む）。また、産学連携の都市型オープンイノベーションとして、大阪工業大学と大阪商工会議所の共同で設置された「Xport（クロスポート）」副会長も歴任した。
主な所属学会は、日本顕微鏡学会、電子情報通信学会、応用物理学会など。主な著書は、電子デバイス - 物性からICまで（共著、産業図書1977、学術書）、各種分析法におけるサンプリング・試料調製法と前処理技術（分担執筆、技術情報協会1993、学術書）。

## 主な研究
- 走査電子顕微鏡(SEM)内のフォギング電子電流の測定 - マギル大学との共同研究[7]
- 二次電子のモンテカルロシミュレーションと走査型電子顕微鏡への応用
- 帯電を定量的に低減する電子顕微鏡法の開発 - イノベーション・ジャパン2020展示研究シーズ[8]
- 絶縁物への電子ビーム照射時の無帯電条件[9]
- 電子ビームリソグラフィシミュレーションの開発
- 低加速電子ビーム露光の大電流化技術[10]

担当する電子情報システム工学科研究室の学生が、国際会議ALC’15およびALC’ 19(10th/12th International Symposium on Atomic Level Characterizations for New Materials and Devices 2015/2019; 第10回・第12回新材料とデバイスのための原子レベル特性解析国際シンポジウム)でStudent Awardを受賞している。